# Jalimpa
Jalimpa es una cantautora japonesa. 

## Biografía
Debutó en 2024 con el álbum "Nonsense make Sense". Con este álbum, fue reconocida por el Libro Guinness de los Récords Mundiales como la «artista solista más joven en lanzar un álbum». Los niños crecen en la magnífica naturaleza del Parque Nacional del Mar Interior de Seto, con los sonidos de las olas, los insectos, las aves rapaces y otras criaturas como canciones de cuna. A los dos años, antes incluso de tener el concepto de lenguaje, lanzó "Nonsense make Sense", una canción en la que cantaba balbuceos (el llamado «lenguaje cósmico» sobre una melodía que desbordaba de su subconsciente . 
Jalimpa, el cantautor más joven de la historia de la humanidad, libera un remolino del subconsciente en su "lenguaje cósmico" en un tema que recuerda a Björk, Massive Attack y Radio Head de la era electrónica. Un álbum de música mundial futurista que conecta con el inconsciente colectivo subyacente a la especie humana.